# Конституційний патріотизм
Конституційний патріотизм (нім. Verfassungspatriotismus) - це ідея про те, що люди повинні формувати політичну прихильність до норм та цінностей плюралістичної ліберально-демократичної конституції, а не до національної культури чи космополітичного суспільства. Він асоціюється з постнаціоналістичною ідентичністю, хоча конституційний патріотизм розглядається як схожа з націоналізмом концепція, прихильність заснована на конституції, а не на національній культурі. По суті це спроба переосмислити групову ідентичність з акцентом на інтерпретацію громадянства як лояльності, що виходить за рамки етнокультурної ідентифікації індивіда. Теоретики вважають, що це виправданіше, ніж інші форми загальної прихильності у різноманітних сучасних державах, з безліччю мов і групових ідентичностей. Це особливо актуально для постнаціональних демократичних країн, у яких співіснують численні культурні та етнічні групи.[4] Ця концепція вплинула на розвиток Європейського союзу і стала ключем до європеїзму як основи для багатьох країн, що входять до наднаціонального союзу.

## Теоретичні основи
Конституційний патріотизм інтерпретувався по-різному, надаючи низку позиций. З одного боку, є бачення, що концепція є новим засобом ідентифікації з наднаціональною освітою, тоді як з іншого боку, є акцент на розумінні прихильності до термінів свободи над етнічністю. Здебільшого заперечується, чи слід розглядати конституційний патріотизм як заміну національності чи традиційної ідентичності, або як баланс між ними, що дозволяє "перехідний вигляд ідентичності, що відповідає різноманітності, гібридності та плюралізму нашого сучасного світу." Існує також безліч думок щодо того, чи необхідна попередня групова ідентичність до досягнення моральної, політичної ідентичності.
Концепція конституційного патріотизму бере свій початок у Західній Німеччині після Другої світової війни, яка була описана як "полу нація" з почуттям глибоко ущемленої національності через своє нацистське минуле.". В цьому контексті конституційний патріотизм був захисним та орієнтованим на державу, яка зможе впоратися з пам'яттю про Голокост і войовничістю Третього рейху. Ця концепція перегукується з ліберальним філософом Карл Ясперс, який обстоював ідею вирішення проблеми політичної провини Німеччини після війни з допомогою "колективної відповідальності". Його учень Дольф Штернбергер прямо представив цю концепцію на тридцятий день народження Федеративної Республіки (1979). Проте вона міцно асоціюється із німецьким філософом Юргеном Хабермасом.